# Lac de la Gimone
Le lac de la Gimone est un lac de barrage français situé sur deux départements, la Haute-Garonne et le Gers, en région Occitanie.

## Géographie

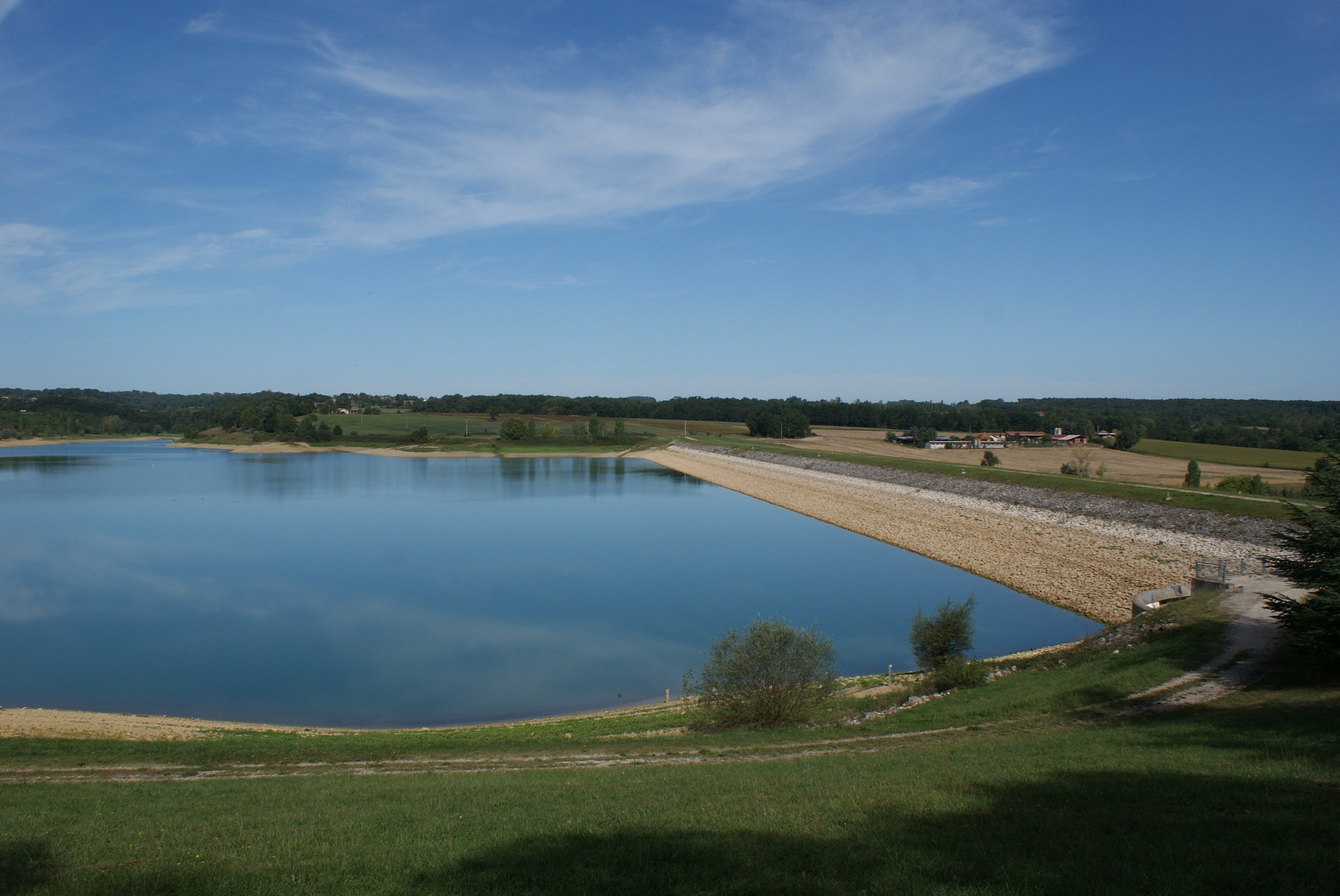
La digue du lac.

Le lac de la Gimone présente la particularité de se développer sur deux départements, la Haute-Garonne et le Gers. Ainsi, il s'étend sur quatre communes, deux dans la Haute-Garonne, Boulogne-sur-Gesse et Péguilhan, et deux dans le Gers, Saint-Blancard et Lalanne-Arqué.
Ses eaux sont retenues par un barrage se déployant sur la vallée de la Gimone. De par le fait qu'il est situé dans une vallée, le lac s'étend peu en largeur mais beaucoup en longueur, remontant ainsi sur une distance de 6 km, jusqu'à la commune de Boulogne-sur-Gesse. Le plan d'eau est limité par un coteau boisé côté est, par la D12 côté sud-ouest et enfin par la D228 côté nord.

## Histoire
Le barrage, d'une longueur d'environ 650 m, a été mis en service en 1991 afin de récupérer les eaux de pluie et les eaux provenant des Pyrénées pour les utiliser à des fins agricoles lors des étés secs fréquents dans cette zone située au-delà du plateau de Lannemezan. Il constitue aussi une réserve d'eau pour le refroidissement des réacteurs de la centrale nucléaire de Golfech. Il est géré par la CACG (Compagnie d’Aménagement des Coteaux de Gascogne).
En 2019, la CACG est condamnée par la chambre criminelle de la Cour de cassation pour ne pas avoir respecté les débits minimums à restituer à la rivière en aval du barrage lors de l’année 2012. En 2021, elle est à nouveau condamnée, là aussi à cause de débits au barrage en dessous des valeurs réglementaires, pour des faits remontant en 2017.

## Description

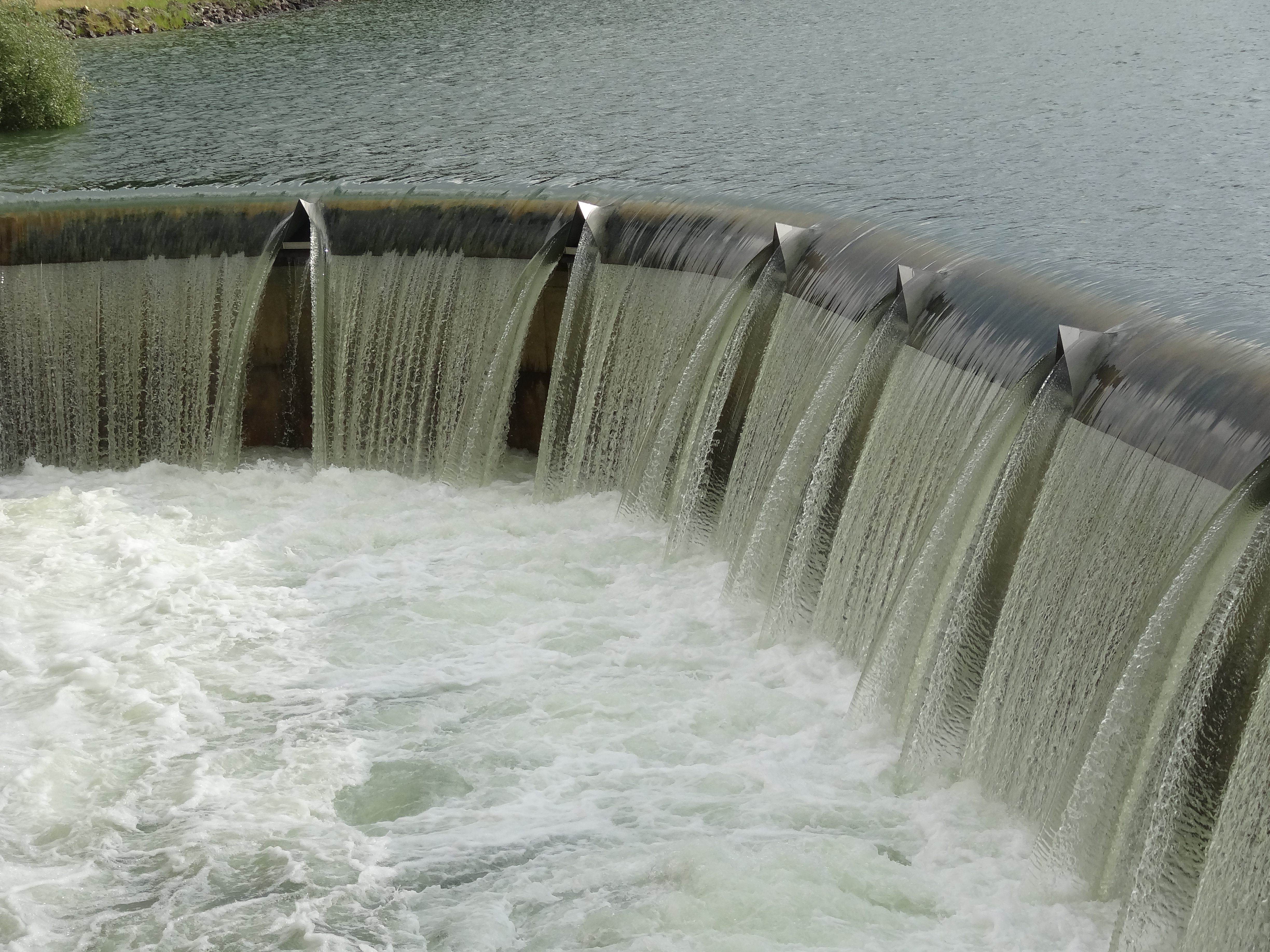
Le déversoir, lors de la crue du 30 et 31 mai 2013.

L'existence de ce lac est due à un barrage en remblai, très fréquent dans le secteur. Il enjambe la vallée de la Gimone, et possède un déversoir pour évacuer le surplus d'eau, situé sur la commune de Péguilhan. D'une surface de 280 ha, le réservoir a une contenance de 25 millions de mètres cubes.
L'apport de l'eau est assuré par les eaux de pluie et par la Gimone. Cette dernière est alimentée par le canal de la Neste, qui contribue toute l'année au soutien d'étiage de la rivière. Le lac fait ainsi partie du système hydraulique Neste, lui aussi géré par la CACG.

## Protection environnementale
Les côtes de Bieil et de Montoussé situées à proximité du lac ainsi que la queue de ce dernier sont inscrits et répertoriés en ZNIEFF de type 1.
Récemment, le lac de la Gimone s'est vu englobé dans le réseau Natura 2000 des côtes de Bieil et de Montoussé, accroissant ainsi la protection de la faune et la flore du milieu.

## Activités touristiques

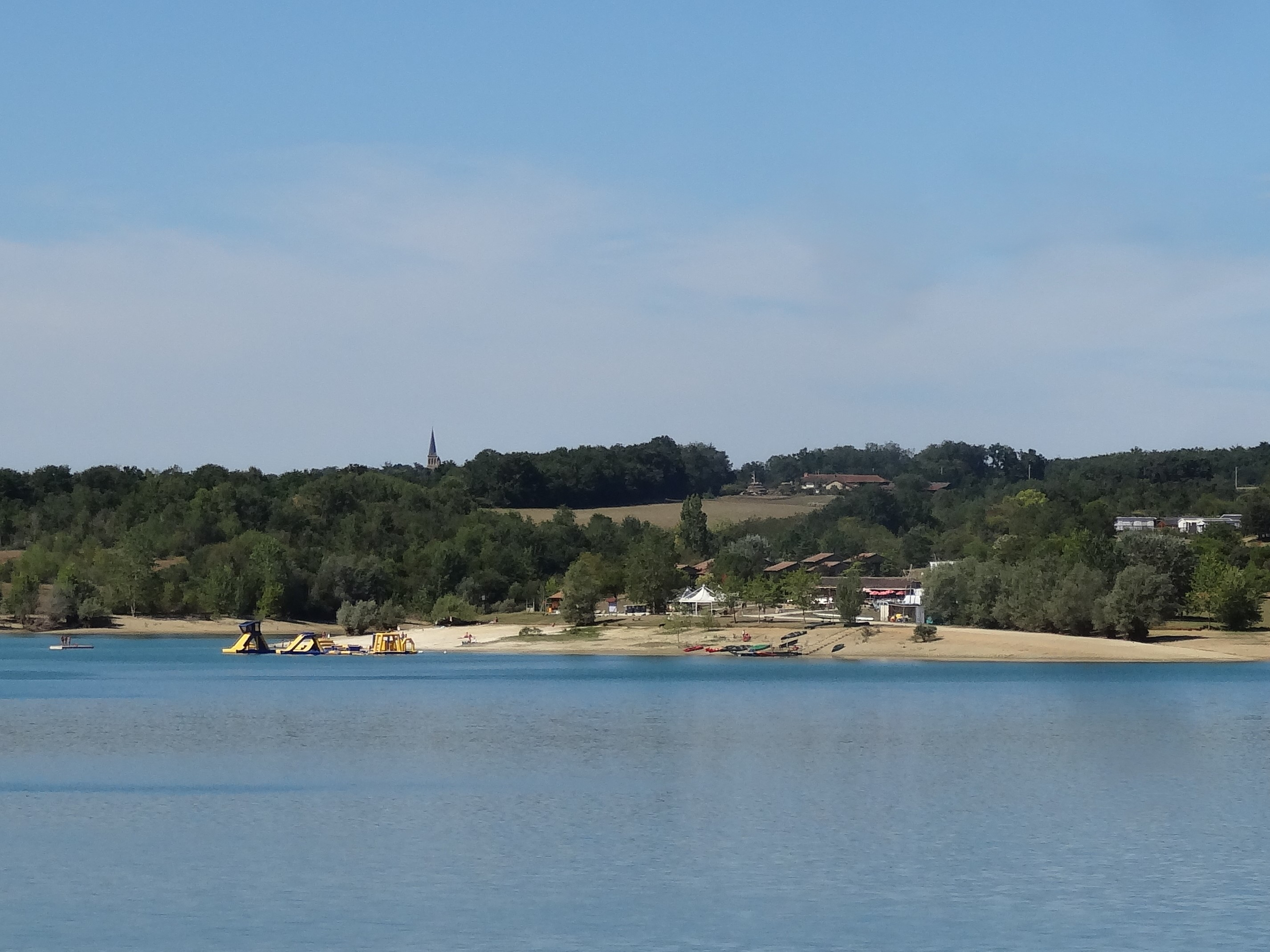
La base de loisirs du lac en 2021, vue depuis le déversoir.

La baignade est autorisée durant la période estivale sur le site de la base de loisirs de Saint-Blancard. Sur ce même lieu on peut s'adonner saisonnièrement à certaines activités nautiques comme la voile, le pédalo, le paddle, l'aviron ou encore le kayak. Un parc nautique en structure gonflable est aussi présent en été.
La pêche est pratiquée avec la pêche sportive, la pêche de nuit, la pêche de détente ou encore la pêche en barque. On y trouve ainsi des carpes, des gardons, des sandres, des perches, des truites ou encore des brochets.
Les loisirs sportifs sont également répandus sur le site. Ainsi, différents chemins autour du lac permettent de s'adonner à la marche ou encore au VTT. L'attractivité touristique du lac réside également par sa capacité d'accueil avec des chalets sur la commune de Saint-Blancard, ainsi que par des campings ou des chambres d'hôtes situés à proximité. À noter la présence de plusieurs aires de pique-nique.

## Galerie

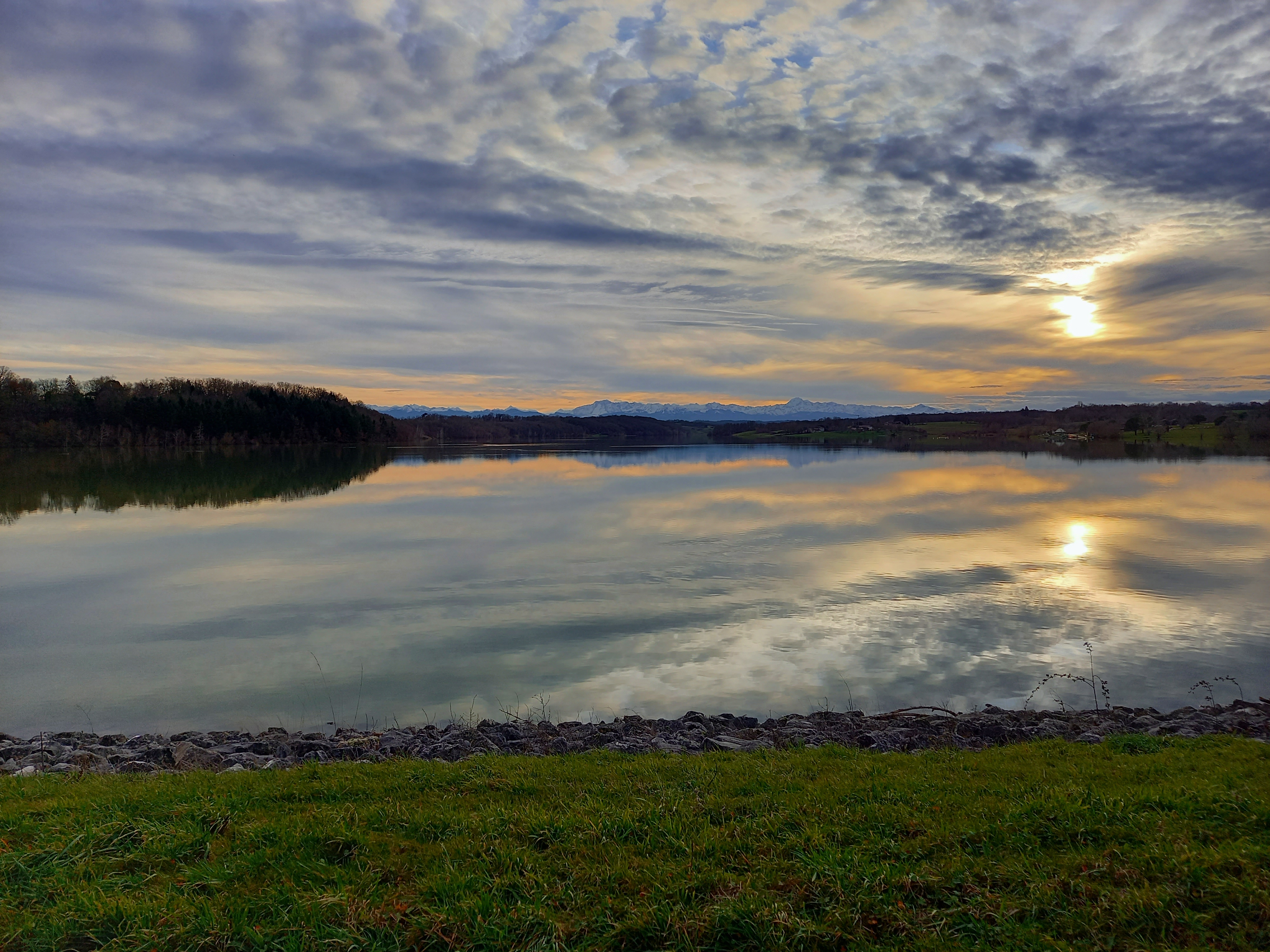
Vue générale en 2011.
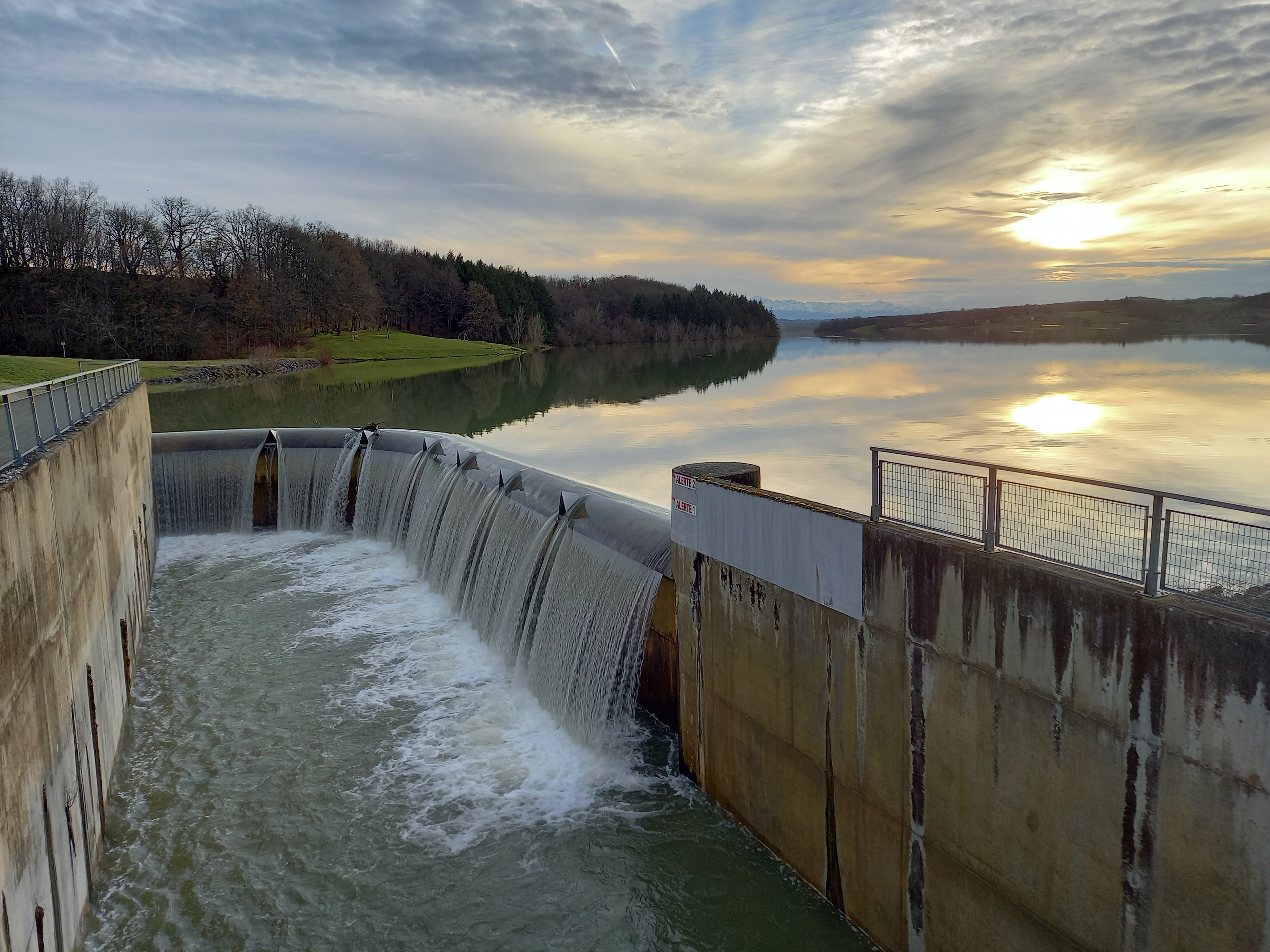
Le déversoir lors de la crue de février 2021.
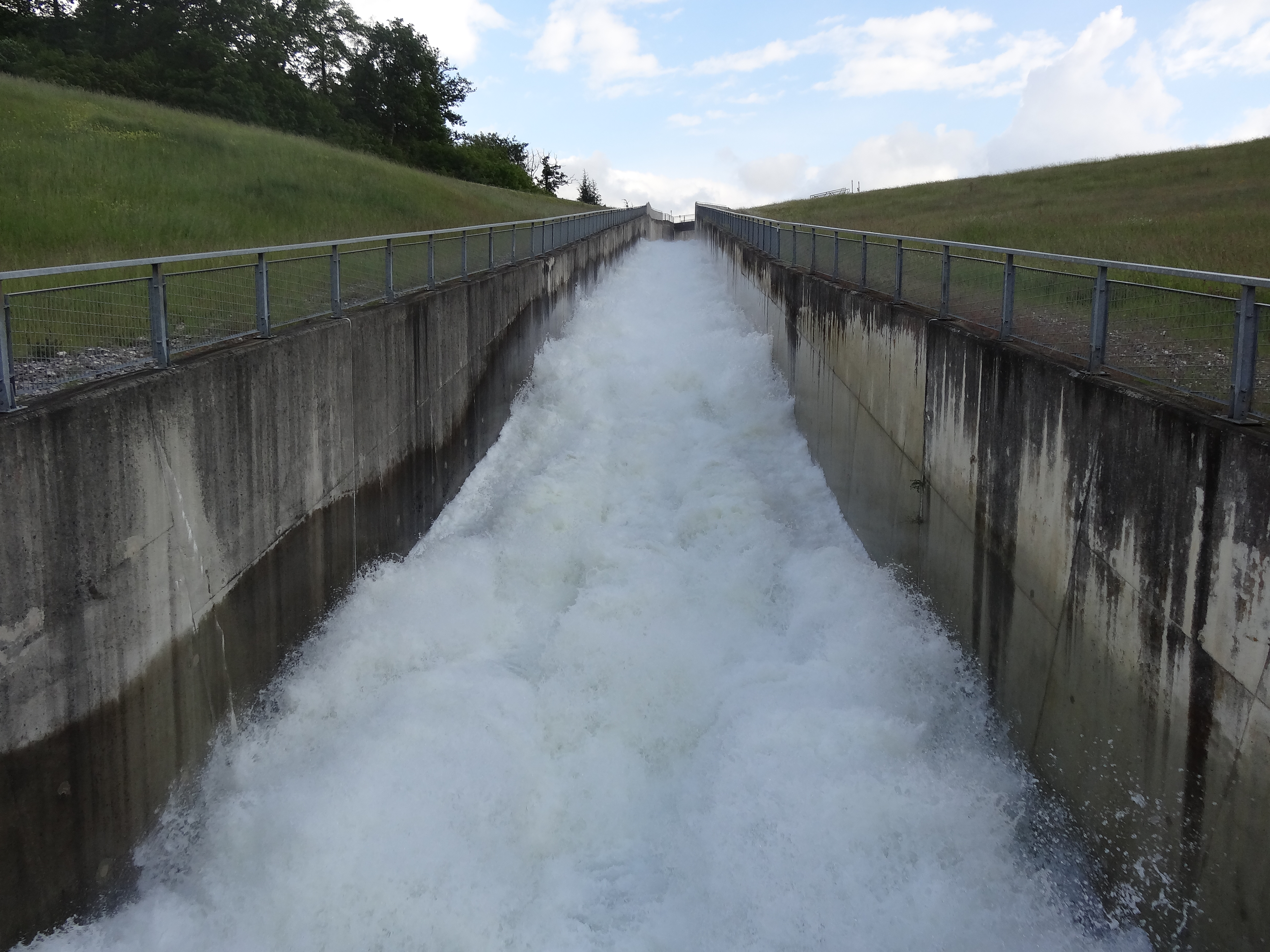
Partie intermédiaire du déversoir lors de la crue de mai 2013.
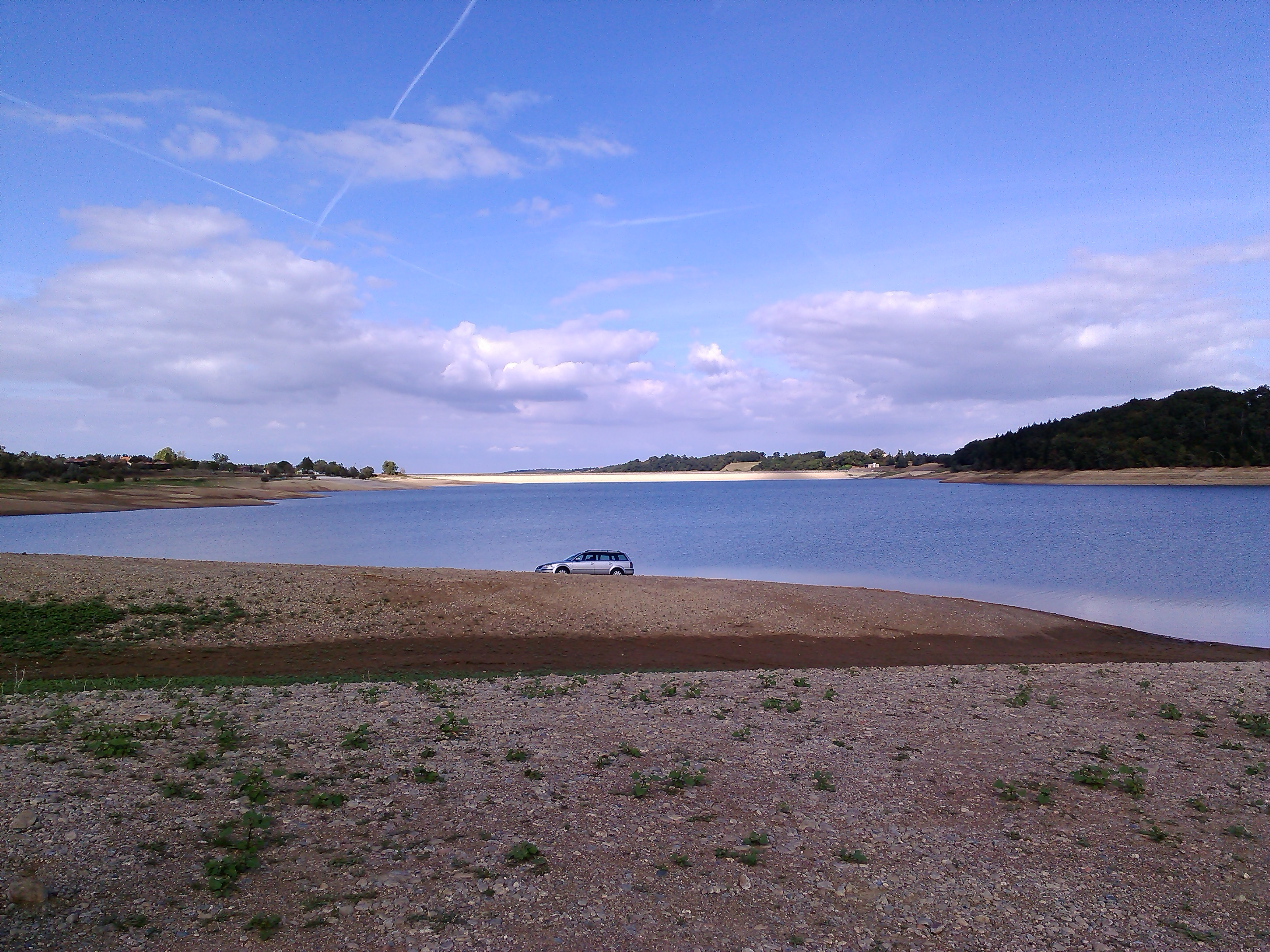
Faible volume d'eau à la fin de l'été 2016.